# Carenno
Carenno (lombardul: Carèn) település Olaszországban, Lombardia régióban, Lecco megyében. Lakosainak száma 1381 fő (2023. január 1.). Carenno Calolziocorte, Costa Valle Imagna, Erve, Torre de’ Busi és Sant'Omobono Terme községekkel határos.

## Népesség
A település népességének változása:
| Lakosok száma | 1451 | 1474 | 1381 |
|               | 2017 | 2018 | 2023 |